# Sarrusovo pravilo
Sarrusovo pravilo je pripomoček za pomnenje načina izračuna vrednosti determinant {\displaystyle 3\times 3\,}.
Imenuje se po francoskem matematiku Pierru Frédéricu Sarrusu (1798 – 1861).
Če imamo determinanto
{\displaystyle A={\begin{pmatrix}a_{11}&a_{12}&a_{13}\\a_{21}&a_{22}&a_{23}\\a_{31}&a_{32}&a_{33}\end{pmatrix}},}
se vrednost te determinante izračuna na naslednji način:
Najprej na desni strani determinante pripišemo dva stolpca, ki sta enaka prvemu in drugemu stolpcu prvotne determinante. 

Vrednost determinante dobimo tako, da seštejemo zmnožke po treh elementov (v smeri diagonale). Pri tem pa vzamemo zmnožke z pozitivnim predznakom pri tistih, ki jih dobimo pri množenju posameznih elementov v smeri diagonale od leve proti desni (označeni rdeče). Tisti zmnožki, ki pa se nahajajo v obratni smeri (označeni modro), pa imajo negativni predznak. 
{\displaystyle \det A=(a_{11}\cdot a_{22}\cdot a_{33}+a_{12}\cdot a_{23}\cdot a_{31}+a_{13}\cdot a_{21}\cdot a_{32})-(a_{13}\cdot a_{22}\cdot a_{31}+a_{11}\cdot a_{23}\cdot a_{32}+a_{12}\cdot a_{21}\cdot a_{33})}.
Podobno lahko zgornji dve vrstici pripišemo tudi spodaj. V tem primeru pa vzamemo nasprotne predznake pri zmnožkih.